# حزام صحي

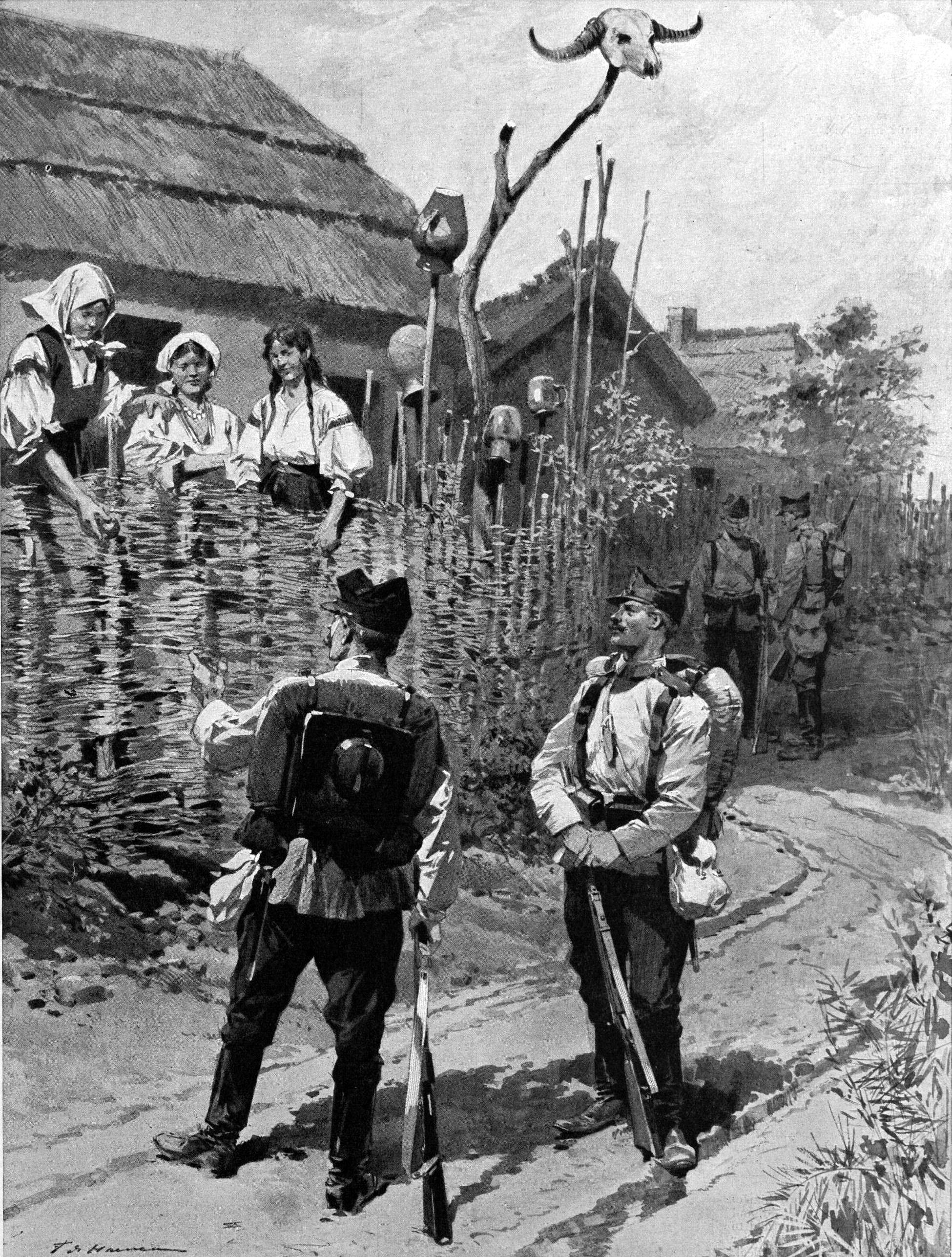

الحزام الصحي هو الترجمة الحرفية للعبارة الفرنسية Cordon sanitaire. في الأصل كانت تلك العبارة تشير إلى الحواجز المُستخدمة لمنع انتشار الأمراض المعدية. يعتبر البعض هذا المصطلح مرادفًا للمحجر الصحّي، ورغم أنهما متعلقان ببعضهما فإن الحزام الصحّي يشير إلى منع حركة الناس من وإلى منطقة جغرافية محددة، مثل المجتمعات المحلية. يُستخدم هذا المصطلح في اللغة الإنجليزية بشكل مجازي للإشارة إلى محاولات منع انتشار الأيدولوجيات التي يرى البعض أنها غير مرغوب فيها أو خطيرة، مثل سياسة العزل التي اتبعها جورج فورست كينان ضد الاتحاد السوفييتي.
يعود تاريخ المصطلح «كردون سانيتير» إلى عام 1821 عندما أرسل دوق ريشليو حملة من الجنود الفرنسيين إلى الحدود الفرنسية الإسبانية لمنع انتشار الحمى الصفراء في فرنسا على حد قول المزاعم.

## في سياق الأمراض
تُقام الأحزمة الصحية حول منطقة تعاني من انتشار وباء معين أو تفشي أحد الأمراض المعدية، وقد يُقام الحزام الصحي أيضًا على طول الحدود الفاصلة بين بلدين. يُمنع الناس من الدخول إلى المنطقة المُحاصرة أو مغادرتها فور فرض الحزام الصحي حولها. يتكون الحزام الصحي التقليدي من منشآت ملموسة؛ إذ تُبنى الأسوار أو الحوائط حول المناطق المُحاصرة تحت حراسة جنود مُسلحين، ويُترك الساكنين بداخلها ليكافحوا بلاءهم دون أي مساعدات خارجية. في بعض الأحيان قد يُفرض ما يُعرف بالحزام الصحي العكسي (أو العزل الوقائي) لحماية المجتمعات السليمة من العدوى. يستعين متخصصي الصحة العامة بالأحزمة الصحية إلى جانب المحاجر الصحية والمعازل الطبية كإجراءات غير دوائية مُصممة لمنع انتشار مسببات الامراض الميكروبية من خلال الإبعاد الاجتماعي.
في الوقت الحالي أصبح استخدام الحزام الصحي نادرًا للغاية نظرًا لتقدم مفهومنا عن انتشار الأمراض وعلاجها ومنعها. قد يعود الحزام الصحي بالنفع إذا انطبقت الشروط الآتية: 1) العدوى شديدة الضراوة (أي أنها معدية للغاية ومن الراجح أنها تؤدي إلى الإعياء)، 2) معدل وفاة المصابين بالعدوى مرتفع للغاية، 3) طريقة العلاج مكلفة أو غير متاحة، 4) عدم وجود أي لقاح لهذا المرض أو أي طريقة أخرى لتحصين عدد هائل من الناس منه (مثل الإبرة والمحقنة).

## أمثلة تاريخية

### القرن السابع عشر
- في حادثة شهيرة في شهر مايو عام 1666، فرضت القرية البريطانية إيم حزامًا صحيًا على نفسها بعد تفشي الطاعون الدملي في سكانها. وفي خلال 14 أشهر مات 80% من سكانها تقريبًا.[8] أُنشئ سور من الحجارة حول القرية بأكملها ولم يعبر أحدهم هذا الحاجز في أي من الاتجاهين حتى شهر نوفمبر عام 1667 عندما أخذ الوباء مجراه. قدمت المجتمعات المجاورة الطعام إلى قرية إيم، حيث وضعوا المؤن في أماكن مخصصة على طول الحاجز وفي المقابل حصلوا على عملات «مُعقمة» بواسطة الماء الجاري أو الخل.[9]

### القرن الثامن عشر
- شُيدت الأحزمة الصحية أثناء تفشي وباء حرب الشمال العظمى (في الفترة 1708–1712) حول المدن المتضررة مثل شترالزوند وكونيغسبرغ. وإلى جانب هؤلاء، شُيد حزام آخر حول دوقية بروسيا بأكملها وحزام آخر بين سكونا والجزر الدنماركية على طول أوريسند، حيث لعبت جزيرة سالتهولم دور محطة العزل المركزية.[10]
- في عام 1770 أقامت الإمبراطورة ماريا تيريزا حزامًا صحيًا بين النمسا والإمبراطورية العثمانية لمنع البشر المصابين بالعدوى والبضائع الملوثة من عبور الحدود. اُحتجزت الأقطان والأصواف في المستودعات لأسابيع، واُستؤجر القرويين للنوم عليها للتأكد من خلوها من الأمراض. اُحتجز جميع المسافرين داخل المحاجر الصحية لإحدى وعشرين يومًا في الأوضاع العادية، وإلى فترة قد تصل إلى 48 يومًا إذا تحققت السلطات من تفشي الوباء في الأراضي العثمانية. ظل هذا الحزام قائمًا حتى عام 1871 عندما توقف المرض عن التفشي في الأراضي النمساوية بعد إقامة الحزام الصحي، بينما ظلت الدولة العثمانية تعاني من تفشي الوباء بصفة متكررة حتى منتصف القرن التاسع عشر.[11]
- أُغلقت الطرق والجسور المؤدية لمدينة فيلادلفيا من قبل جنود الميليشيات المحلية أثناء تفشي الحُمى الصفراء في فيلادلفيا عام 1793، وذلك لمنع المرض من الانتشار. ذلك كان قبل إدراكنا بآليات انتقال الحمى الصفراء بشكل جيد.[12]

### القرن التاسع عشر
- أول مرة يُستخدم فيها مصطلح «حزام صحي» كانت في عام 1821 عندما أرسل دوق ريشليو 30,000 جندي إلى الحدود الفرنسية الإسبانية عند جبال البرانس. تقول المزاعم أن السبب وراء ذلك هو منع انتشار الحمى الصفراء من برشلونة إلى فرنسا، ولكن السبب الرئيسي الفعلي في ذلك هو منع انتشار الأفكار الليبرالية من دولة إسبانيا الليبرالية.
- في عام 1821 اجتاحت الحمى الصفراء برشلونة، ولذلك شُيد حزام صحي حول المدينة بأكملها التي كانت تأوي 150,000 فرد. مات ما يتراوح بين 18,000 إلى 20,000 فرد في غضون أربعة أشهر.
- طُوقت موسكو بحزام أمني في وقت انتشار الكوليرا في روسيا في عام 1830، ونُبشت معظم الطرق المؤدية للمدينة لعرقلة حركة السفر، وأُغلقت جميع مداخل المدينة إلا أربعة.
- فُرض حزام صحي أثناء تفشي الحمى الصفراء في عام 1856 حول عدة مدن في ولاية جورجا، وحقق ذلك نجاحًا متواضعًا.[13][14]
- في عام 1869، اقترح أدريان براوست (والد مؤلف الروايات مارسيل براوست) إقامة حزام صحي على مستوى دولي للتحكم في انتشار الكوليرا التي انبثقت من الهند وهددت حياة البشر في أوروبا وأفريقيا. اقترح براوست عزل جميع السفن القادمة من الهند وجنوب شرق آسيا باتجاه أوروبا عند قناة السويس، ولكن أفكاره لم تُطبق بصفة عامة.
- في عام 1882، اندلعت الحمى الصفراء في براونزفيل، تكساس، وشمال المكسيك، ولذلك شُيد حزام صحي على بعد 180 ميل شمال المدينة منتهيًا عند ريو غراندي غربًا وعند خليج المكسيك شرقًا. اضطر المسافرون إلى الشمال أن يمكثوا داخل المحجر الصحي لعشرة أيام للتأكد من خلوهم من المرض.[15]
- في عام 1888، طُوقت مدينة جاكسونفيل، فلوريدا بحزام صحي مسلح بأمر من المحافظ إدوارد بيري.[15]
- في عام 1899، تمت السيطرة على انتشار الطاعون الدملي في هونولولو من خلال تطويق الحي الصيني التابع لتلك المدينة. حاولت السلطات التحكم في انتشار العدوى عن طريق إقامة حاجز من الأسلاك الشائكة وحرق بيوت الناس ومتعلقاتهم.[16]

### القرن العشرين
- شُيد حزام صحي حول الحي الصيني في سان فرانسيسكو عندما انتشر الطاعون الدملي في المدينة في الفترة 1900–1904.[17]
- في عام 1902، فرضت ولاية لويزيانا حزامًا صحيًا لمنع المهاجرين الإيطاليين من النزول في مرفأ نيو أورلينز. رفعت شركة النقل دعوى ضد حكومة الولاية لتعرضها للخسائر، ولكن المحكمة أيدت حق الولاية في تطويق المدينة في القضية المعروفة باسم «الشركة الفرنسية للنقل البخاري ضد لجنة لويزيانا للصحة».[18]
- في الفترة 1903–1914، فرضت الحكومة البلجيكية المستعمرة حزامًا صحيًا في الإقليم الشرقي في الكونغو البلجيكية للسيطرة على تفشي داء المثقبيات (أو ما يعرف بمرض النوم).
- انتشر وباء الإنفلونزا الإسبانية في عام 1918 بسرعة خاطفة حتى لم يكن هناك وقت كافٍ لإقامة الأحزمة الصحية. ورغم ذلك  فقد عزل سكان غونيسون، كولورادو أنفسهم عن المناطق المحيطة بهم لمدة شهرين في نهاية عام 1918. إذ حُصنت جميع الطرق الرئيسية بالقرب من المقاطعة، وحذر محصلي القطارات جميع الركاب من أنه إذا خرج أحدهم من القطار في غونيسون فسوف يُحجتز ويمكث في المحجر الصحي لخمسة أيام. ونتيجة لسياسة العزل الوقائي المتبعة لم تحدث حالة وفاة واحدة من الإنفلونزا في غونيسون خلال فترة الوباء.[19]
- في عام 1918، فرض محافظ ساموا الأمريكية، جون مارتن بوير، حزامًا صحيًا عكسيًا على جزر ساموا ومنع جميع السفن الوفادة من إنزال الركاب، مما أدى إلى منع حالات الوفاة من الإنفلونزا بنجاح. وفي المقابل تعرضت ساموا الغربية التابعة لنيوزيلندا لأشد الأضرار من هذا الوباء، إذ أُصيب 90% من السكان بالمرض ومات ما يزيد عن 20% من البالغين.[20]
- في أواخر عام 1918، حاولت إسبانيا منع انتشار الإنفلونزا الإسبانية عن طريق رقابة الحدود، وإغلاق الطرق، وتقييد السفر عبر القطارات، وفرض حزام صحي بحري يمنع السفن التي تقل ركابًا مصابين من الإرساء، ولكن كل تلك المحاولات باءت بالفشل، إذ كان المرض يشق طريقه بالفعل إلى قلب إسبانيا في ذلك الوقت.[21]
- عُزل ما يزيد عن 10,000 فرد داخل أحزمة صحية حول القرى والأحياء أثناء تفشي داء الجدري في يوغوسلافيا عام 1972، وحُظرت المقابلات العامة، وأُغلقت جميع الحدود، ومُنع الناس من السفر إلا للضرورة.
- في عام 1995 فُرض حزام صحي للسيطرة على تفشي داء فيروس إيبولا في كيكويت، زائير. أمر الرئيس موبوتو سيسي سيكو بإحاطة المدينة بالجنود وتعليق جميع رحلات الطيران المتجهة إليها. أقامت منظمة الصحة العالمية أحزمة صحية إضافية داخل المدينة نفسها لعزل مناطق الدفن والعلاج عن عامة السكان.[22][23]

## في السياسة

### الجغرافية السياسية
يُستخدم مصطلح الحزام الصحي كاستعارة أيدولوجية لنظام التحالفات الذي أنشأته فرنسا في فترة ما بعد الحرب العالمية الأولى ليمتد من فنلندا إلى البلقان ويطوّق ألمانيا بالكامل ويعزل روسيا عن أوروبا الغربية بهدف عزل الدولتين المريضتين سياسيًا في أوروبا.
يُنسب هذا الاستخدام إلى رئيس الوزراء الفرنسي جورج كليمنسو الذي حث في مارس عام 1919 الدول الحدودية المستقلة حديثًا التي انفصلت عن الإمبراطورية الروسية وخليفتها اتحاد الجمهوريات الاشتراكية السوفيتية على تشكيل اتحاد دفاعي وبالتالي عزل الحجر الشيوعي عن أوروبا الغربية، ودعا هذا التحالف بالحزام الصحي. ربما لا يزال هذا الاستخدام الأكثر شهرة لهذه العبارة، على الرغم من استخدامها العام في وصف الدول الحاجزة التي تشكل عازلًا ضد دولة أكثر عدوانية أيديولوجيًا.

### السياسة الوطنية
طُرِح المصطلح ابتداءً من أواخر الثمانينات في خطاب حول السياسة البرلمانية من قبل المعلقين البلجيكيين. بدأ حزب فلامز بيلانغ القومي اليميني المتطرف في ذلك الوقت بتحقيق مكاسب انتخابية كبيرة. وبسبب اعتبار فلامز بيلانغ مجموعة عنصرية بالنسبة للكثيرين، أُجبِرَت الأحزاب السياسية البلجيكية الأخرى على استبعاد الحزب من أي حكومة ائتلافية حتى لو اقتضى ذلك تشكيل حكومات ائتلافية كبرى بين خصوم أيديولوجيين؛ وقد أطلق المعلقون على هذه الاتفاقية اسم حزام بلجيكا الصحي. غير الحزب الخلف لفلامز بيلانغ في عام 2004 برنامج الحزب ليتماشى مع القانون. وعلى الرغم من عدم توقيع أي اتفاق رسمي جديد ضده، ولكن ما يزال دخول أي حزب بلجيكي سائد في ائتلاف معه غير مؤكد. شكك العديد من أعضاء الأحزاب الفنلندية المختلفة في مدى جدوى وصلاحية تطبيق الحزام الصحي.
انتقل المصطلح ليستخدم في اتفاقيات مماثلة للاتفاق الذي توصلت إليه بلجيكا بعد النجاح الانتخابي للأحزاب القومية والمتطرفة اليسارية واليمينية في التاريخ الأوروبي الحديث:
- في إيطاليا: استُبعد الحزب الشيوعي الإيطالي والحركة الاجتماعية الإيطالية من الحكومات الائتلافية التي يقودها الديمقراطيون المسيحيون خلال الحرب الباردة. أدت نهاية الحرب الباردة إلى جانب فضيحة تانجينتوبولي وماني بوليتي إلى إعادة تنظيم سياسي دراماتيكي.
- أعاد الحزب الحاكم السابق لألمانيا الشرقية بعد إعادة توحيد ألمانيا حزب الوحدة الاشتراكية في ألمانيا الذي أعاد تأسيس نفسه أولًا في 1990 كحزب الاشتراكية الديمقراطية ثم في 2005 قبل الانتخابات كحزب اليسار؛ من أجل الاندماج مع مجموعة العمل والعدالة الاجتماعية (البديل الانتخابي) الجديدة التي ظهرت في الغرب. رفضت الأحزاب السياسية الألمانية الأخرى في السنوات التي تلت عام 1990 النظر في تشكيل ائتلاف مع حزب اليسار الديمقراطي/ حزب اليسار على المستوى الفيدرالي (الذي كان ممكنًا في عامي 2005 و2013) باستمرار، بينما تشكل على مستوى الولايات ما يسمى بالائتلاف الأحمر- الأحمر مع الحزب الديمقراطي الاجتماعي الألماني (أو الائتلاف الأحمر- الأحمر- الأخضر). ومع ذلك، لم يكن مصطلح الحزام الصحي شائعًا في ألمانيا لاعتبارات الائتلاف. لا يُمارس عدم التعاون السياسي الصارم (الذي سيشارك فيه اليسار) إلا ضد الأحزاب اليمينية مثل الجمهوريين، وقد استخدم الجمهوريون أيضًا الحزام الصحي ضد الديمقراطيين الوطنيين النازيين الجدد. رفضت الأحزاب الرئيسية القائمة ابتداءً من عام 2013 تشكيل ائتلافات على مستوى الدولة مع الحزب الشعبي الجديد اليميني.
- في هولندا: وُضعَ حزام صحي برلماني حول حزب الوسط وفيما بعد حول مركز الديمقراطيين لنبذ زعيمهم هانز جانمات. اتهم حزب جيرت وايلدرز من أجل الحرية خلال تشكيل مجلس الوزراء لعام 2010 الأطراف الأخرى بالتخطيط للحزام الصحي، ومع ذلك، لم يكن هناك أي اتفاق بين الأطراف الأخرى على تجاهل حزب من أجل الحرية. وفي الواقع، طُرِحَ ضم الحزب عدة مرات كعضو محتمل في الائتلاف من قبل العديد في جميع مراحل عملية تشكيل الحكومة، وكان تحالف الأقلية النهائية تحت حزب مارك روتي بين حزب من أجل الديمقراطية والديمقراطية والنداء الديمقراطي المسيحي مغفورًا من قبل الحزب من أجل الحرية. انهار التحالف بعد أن سحب حزب من أجل الحرية دعمه في عام 2012. ومنذ ذلك الحين، ترفض جميع الأحزاب الرئيسية التعاون مع حزب من أجل الحرية.
- يكون بعض أعضاء البرلمان الأوروبي المستقلين (وليس جميعهم) غير تابعين لأي طرف لأنهم يقعون على أقصى يمين الطيف السياسي بشكل يجعلهم غير مقبولين بالنسبة لأي مجموعة من مجموعات أحزاب البرلمان الأوروبي.
- في فرنسا: تؤدي سياسة عدم التعاون مع فرونت ناشيونال جنبًا إلى جنب مع نظام انتخابات الأغلبية ذي الدورتين إلى التمثيل الناقص للجبهة الوطنية في الجمعية الوطنية. على سبيل المثال: لم تفز الجبهة الوطنية بأي مقاعد من أصل 577 مقعدًا في انتخابات عام 2002 على الرغم من حصولها على 11.3٪ من الأصوات في الجولة الأولى حيث لم يفز أي مرشح من الجبهة الوطنية بالأغلبية في الجولة الأولى مع تأهل عدد قليل (إما بالفوز بنسبة 12.5٪ على الأقل في التصويت المحلي بنسبة إقبال تبلغ 25٪ أو كونه الأعلى بين آخر اثنين) للانتقال إلى الجولة الثانية. وبعد أن تغلب مرشح الجبهة الوطنية جان ماري لوبان في الانتخابات الرئاسية لعام 2002 بشكل غير متوقع على ليونيل جوسبان في الجولة الأولى، شجع الحزب الاشتراكي المعارض التقليدي ناخبيه على التصويت لجاك شيراك في الجولة الثانية مفضلًا أي مرشح آخر على لوبان. وفي عام 2017، وصلت ابنته وخليفته مارين لوبان إلى الجولة الثانية من الانتخابات الرئاسية؛ وهو ما شجع كلًا من الحزبين الاشتراكي والجمهوري على التصويت لصالح خصمها إيمانويل ماكرون.
- في الجمهورية التشيكية: استُبعِد الحزب الشيوعي فعليًا من أي ائتلاف محتمل بسبب الوجود القوي المناهض للشيوعية في معظم الأحزاب السياسية بما في ذلك الاشتراكيون الديمقراطيون. ووضع حزام صحي حول جمهوري ميروسلاف سلاديك حين كانوا فعالين ومساهمين في البرلمان (1992- 1998)؛ ليغادر النواب الآخرون مجلس النواب عندما يتحدث أحد مؤيديه وداعميه.
- في إستونيا ولاتفيا: استُبعِدت الأحزاب «الناطقة» بالروسية من المشاركة في الائتلافات الحاكمة على المستوى الوطني حتى تغيير القيادة. غالبًا ما تذكر التفسيرات المختلفة للفترة السوفيتية من 1940 إلى 1990 والمواقف تجاه الحكومة الروسية الحالية وروسيا المتحدة كأسباب لإبرام محادثات الائتلاف مع الأحزاب الأخرى، مع اعتبار تلك الأحزاب من اليمين المتطرف. لم يكن الحزام الصحي مطلقًا؛ إذ شارك حزب الوسط لفترة وجيزة في حكومتين ائتلافيتين في عامي 1995 و2002- 2003، وأصبح يوري راتاس الذي ينتمي لحزب الوسط في عام 2016 رئيس وزراء إستونيا، لينهي حينها أي حزام صحي وعزل للحزب.
- في إسبانيا: استُبعِدت مجموعات مثل حزب الشعب من أي ائتلاف حكومي في كاتالونيا.[26]
- في السويد: تبنت الأحزاب السياسية في البرلمان السويدي سياسة عدم التعاون مع الديمقراطيين السويديين. ومع ذلك، يوجد استثناءات أيد فيها السياسيون المحليون قرارات الديموقراطيين السويديين.
- في كندا: يُعزى الامتناع عن تشكيل حكومات ائتلافية بين أحزاب يسار الوسط إلى عدم اعتبار هذا التعاون تأييدًا لسياسات الكتلة الكيبيكية التي تدعو إلى استقلال الكيبيك.
- في المملكة المتحدة: نُبِذَ الحزب الوطني البريطاني اليميني المتطرف تمامًا من قبل التيار السياسي الرئيسي. ومن المعروف أن السياسيين البارزين بمن فيهم رئيس الوزراء السابق وزعيم حزب المحافظين ديفيد كاميرون يحثون الناخبين على التصويت لمرشحين من أي حزب باستثناء الحزب الوطني البريطاني. رفض حزب الاستقلال البريطاني المتشدد بشكل قاطع التعاون مع الحزب الوطني البريطاني بأي شكل من الأشكال.[27] وعلى الرغم من عدم حيازة الحزب على أكثر من 60 منصب من أصل 22000 منصب منتخب في الحكومة المحلية، ولكن جميع الأحزاب تتفق عمومًا على وجوب استبعاد الحزب الوطني البريطاني من أي اتفاق ائتلافي في تلك المجالس التي لا يوجد فيها حزب مسيطر واحد. عندما وصل مرشحون ينتمون للحزب الوطني إلى البرلمان الأوروبي في انتخابات عام 2009، أعلنت حكومة المملكة المتحدة أنها ستوفر لهم الحد الأدنى من الدعم فقط، وستحرمهم من الوصول السهل للمعلومات والمناصب التي حظي بها أعضاء البرلمان الأوروبي البريطانيون السبعون الآخرون.[28]
- في سلوفينيا: أعلنت الأحزاب اليسار واليسار المتوسط الليبرالية بقيادة قائمة مارجان شاريك ورئيس الوزراء اللاحق مارجان شاريك استبعاد الحزب الديمقراطي السلوفيني من مفاوضات الائتلاف بعد الانتخابات البرلمانية لعام 2018 بسبب كراهيته للأجانب والخطاب والسياسة التي تدعو للانشقاق والقائمة على معارضة الهجرات غير الشرعية وتشويه سمعة المعارضين السياسيين. ادعت نفس الأطراف أيضًا أن الحزب الديمقراطي السلوفيني ممول بشكل غير قانوني من خلال تبرعات أجنبية باستخدام وسائل الإعلام الخاصة بها وقروض من الوطني الأجنبي ديجانا دوديك التي مولت الحزب شخصيًا بحوالي نصف مليون يورو. فاز الحزب الديمقراطي السلوفيني في الانتخابات، ولكن رفضت جميع الأحزاب من الوسط إلى اليسار دعوته لبدء المفاوضات.[29]
- أعلنت جميع المجموعات السياسية عن وضع حزام صحي حول مجموعة الهوية والديمقراطية اليمينية المتطرفة في البرلمان الأوروبي التاسع.[30][31]